# Longitarsus californicus
Longitarsus californicus är en skalbaggsart som först beskrevs av Victor Ivanovitsch Motschulsky 1845.  Longitarsus californicus ingår i släktet Longitarsus och familjen bladbaggar. Inga underarter finns listade i Catalogue of Life.